# Andtjärnen (Sollerö socken, Dalarna)
Andtjärnen är en sjö i Mora kommun i Dalarna och ingår i Dalälvens huvudavrinningsområde.